# Semión Varlamov
Semión Varlamov (Kúibyshev, Unión Soviética, 27 de abril de 1988) es un jugador profesional ruso de hockey sobre hielo que se desempeña en la posición de guardameta en New York Islanders, equipo de la National Hockey League (NHL).

## Carrera
Fue seleccionado en la primera ronda en la NHL Entry Draft de 2006. En 2008 hizo su debut profesional con el equipo Washington Capitals, en el cual jugó tres temporadas (2008-2011), después pasó a Colorado Avalanche (2011-2019), luego a New York Islanders, donde lleva jugando cinco temporadas.